# 平信賢
平 信賢（たいら しんけん、1897年6月12日 - 1970年9月1日）は、沖縄県の空手家、琉球古武道家。特に琉球古武道の研究・普及・発展において非常に重要な琉球古武道の大家の一人である。

## 経歴

### 生い立ち
父 樽、母 カマドの間に男子3人、女子1人の中の次男として、1897年（明治30年）6月12日、沖縄県久米島仲里村に生まれる。平信賢の先祖は久米島の山比嘉殿内といって由緒ある家柄の血を受け継ぎ、母方は前里と称した。
平は母方の養子となり戸籍上は前里となるが、長年親しみ慣れた「平」性を名乗っている。童名は真牛（マウシ）といい、幼少期はわんぱく小僧であった。仲里尋常小学校を卒業すると、家計を助ける為、北大東島に燐鉱夫として働きに出る。
しかし、現場での作業中事故に遭い右足を骨折し、静養の為、久米島に帰郷するが、再度南大東島に働きに出る。
右足が不自由な平は同僚よりいじめを受けた。そのことで武術を習う決心をし、一念発起して本土東京に出た。
それが平信賢の武術人生のスタートであった。

### 武歴・経歴
武術を習う為、東京に辿り着いた平は、はじめリハビリを兼ねながら柔道を習うつもりであったが、ひょんな事から船越義珍と出会い、門下生となった。時に1922年（大正11年）、平信賢25歳の歳であった。
その年の9月、東京小石川区水道橋盟正塾（空手）に入門、以来1940年（昭和15年）に帰郷するまで18年間修業し、船越の右腕として空手道の普及に専念した。
空手の紹介演武の際には、船越が型の演武を、平が板割り（一寸（約3cm）6枚）をしたといわれている。
当時、平が船越と共に空手の指導に当たっていた学校は以下のとおりである。
陸軍戸山学校、中央大学、早稲田大学、日本医科大学、慶応義塾大学、法政大学、東京農業大学、国士館大学、國學院大學等々である。平は1929年（昭和4年）、空手指導の為上京していた屋比久孟伝より、琉球古武道（棒術と釵術）の指導を受ける。
1932年（昭和7年）、群馬県伊香保温泉に船越配下の支部道場を開き、空手と琉球古武道の指導に当たる。その翌年の1933年（昭和8年）の8月には、屋比久より琉球古武道の師範免状を授与される。そして、1929年より1940年7月まで引き続き屋比久に師事する。
1934年（昭和9年）、大阪より首里手の大家摩文仁賢和を伊香保温泉町松濤館支部に招き6ヵ月間師事する。
1940年10月に帰郷、那覇市に古武道の道場を開設。以来沖縄及び、関東・関西において、琉球古武道の指導に当たった。平は、沖縄の古武道が指導後継者もなく日々衰退しつつあることを甚だ遺憾に感じ、「琉球古武道保存振興会趣意書」の中で次のように述べている。「琉球の古武道をこのまま死滅させるには忍びない。何とか記録にでも止めて、広く永久に伝承させたい。（中略）この尊い無形文化財武術を保存の為に研究していくのが我々の義務であり責任であります。古武道が農村の地方に埋めないで広く世界に紹介して国民体育の資料として普及させる可きであると確信するものであります」
1964年（昭和39年）7月1日、全日本古武道連盟総裁賀陽恒憲（宮殿下）より、範士の称号を授与される。同年8月、「琉球古武道大鑑」を著す。琉球古武術保存振興会会長2代目宗家井上貴勝は新版刊行に寄せて、「平先生の琉球古武術に関する最大の功績は、空手と双璧に位置付けられている琉球の武器術の衰微を憂慮し、沖縄各地に残存埋没していた武器術の型を探し求め、ついに八種の武器からなる計四十二の型を集大成された事である。そしてこれらの型は当時保存に努めておられた沖縄各地の長老の先生方との型合わせの成果を含め、沖縄に継承されていた武器術の型の全てといっても過言ではない。」と述べている。
平は、清貧に甘んじた武人であり、一生を古武道の研究・普及・発展に尽力し、沖縄に伝わる42種類の型を保持し、後輩に遺している。1970年（昭和45年）9月1日、那覇市神原の自宅にて73年の武道一筋の生涯を全うする。

### 主な著名の関係者及び弟子
- 比嘉祐直
- 島袋龍夫
- 知念正美
- 井上元勝
- 赤嶺栄亮
- 摩文仁賢和
- 摩文仁賢栄
- 坂上隆祥
- 林輝男
- 荒川武仙
- 仲本政博